# Велика паганска војска
Велика Данска војска или како су је Енглези звали „Велика паганска војска”, је била савез викинга пореклом из Данске, али и из Норвешке и Шведске, који су се ујединили под једном командом да нападну четири eнглеска краљевства 865. године. Од 8. века, Викизи су нападали и пљачкали манастире, али Велика Паганска војска се разликовала од ових напада, јер је била много већа и формирана да окупира и осваја велике територије.

## Поход на Енглеску
Викиншка војска која је 865. године стигла на обале Енглеске дошла је из Франачке, где их је успешно организована одбрана под командом Карла Ћелавог натерала да потраже слабији плен. Војском су командовала три брата - Халфдан, Ивар и Уба, синови гусара Рагнара Лодброка, под заставом нордијског бога Одина - за разлику од Енглеза, Викинзи су били пагани.

### Пад Нортамбрије
Нападачи су првобитно дошли у Источну Англију, где им је краљ допустио да презиме и дао им храну и коње у замену за мир. У пролеће 865. велика викиншка војска је напустила свој логор у Источној Англији и  упала у Нортамбрију, која је у то време била захваћена грађанским ратом између двојице претендената на краљевски престо. Претенденти су се ујединили пред заједничком опасношћу, али њихове снаге биле су преслабеː до краја 867. велика викиншка војска је прегазила Нортамбрију, заузела Јорк и похарала манастир у Витбију. Англосаксонска хроника наводиː Над Нортамбријцима је учињен нечувен покољ, и иста пљачкашка војска кренула је у правцу Мерсије.

### Пад Мерсије и Источне Англије
Током 868. војска је марширала дубоко у Мершу и презимила у Нотингему. Мершани су прихватили захтеве војске, која се вратила у Јорк за зиму. Године 870. Паганска војска се вратила у Источну Англију, освајајући и убијајући краља. Године 871. Викинзи су отисли у Весекс, где им је Алфред Велики платио да оду. Викинзи су потом отисли у Лондон да би презимили 873. године. Освојили су Мершу 874. и само је Весекс остао неосвојен.  

### Отпор Весекса
Уба Рагнарсон погинуо је у бици код Кинуита (878), а остатак Велике паганске војске под Гутрумон потукао је краљ Алфред у бици код Едингтона (крајем пролећа 878). После овог пораза, Гутрум је примио хришћанство и признат је од Алфреда за краља Источне Англије под врховном влашћу краљева Весекса. Део преживелих Викинга се разишао, а део се населио у Источној Англији, источној Мерсији и јужној Нортамбрији, делу Енглеске који је од тада постао познат под именом Област данског закона, док се власт Весекса проширила на западну Мершу. Тиме је Енглеска практично подељена на југозападни енглески и североисточни дански део, под номиналном влашћу краљева Весекса. Тиме је постављен темељ уједињењу седам енглеских краљевина (у пракси само 4) у једну државу, што су остварили Алфредови наследници до средине 10. века.

## Наслеђе
Поход Велике паганске војске на Енглеску детаљно је описан у истроријском роману Бернарда Корнвела Последње краљевство, као и у истоименој серији заснованој на роману.